# Плач Иеремии
Плач Иереми́и — книга, входящая в состав еврейской Библии (Танаха) и Ветхого Завета. Шестая книга раздела Ктувим еврейской Библии.

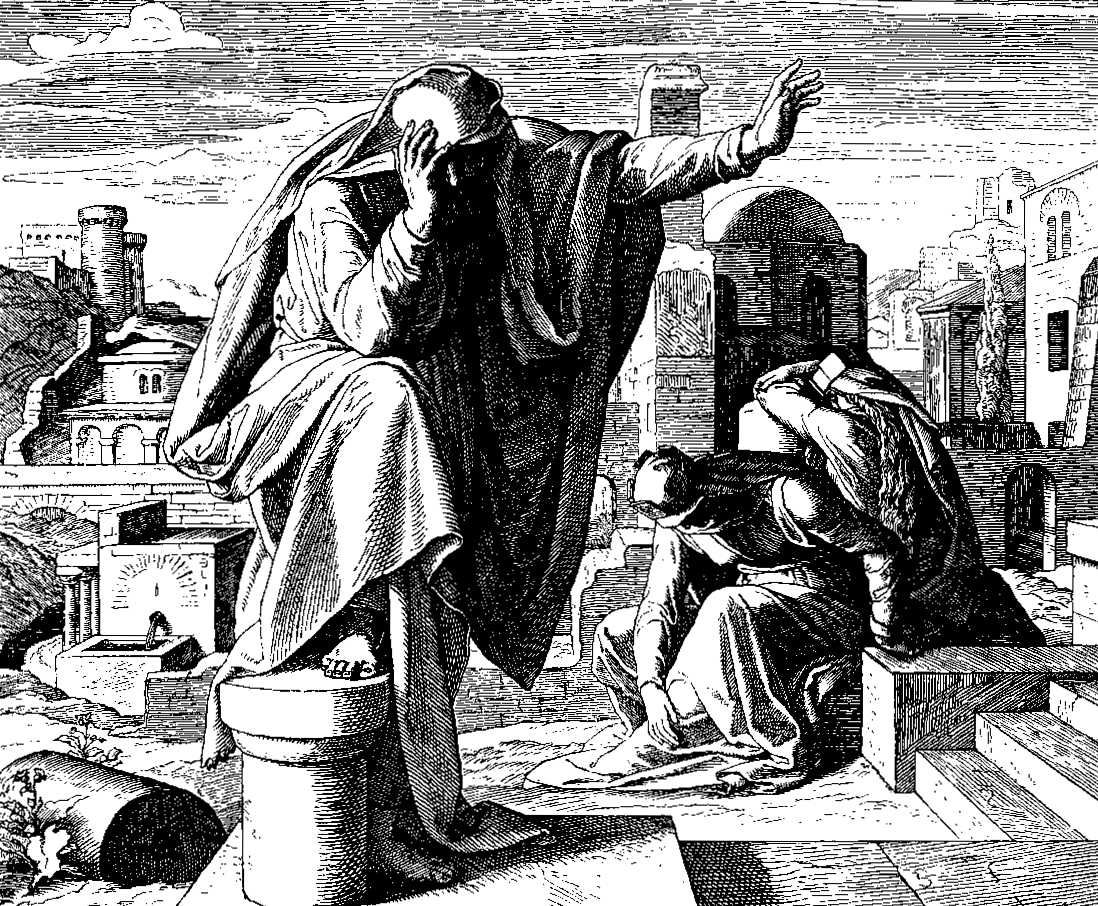
«Плач Иеремии».
Гравюра Юлиуса Шнорра фон Карольсфельда

## Общая характеристика
На древнееврейском языке книга названа по первому слову Эйха́ («Как»). В вавилонском Талмуде книга названа Кино́т («Плачи», «Элегии»). В Септуагинте книга называется θρῆνοι («Плачи», «Плачевные песни»), в Вульгате соответственно — Lamentationes, что стало основанием для названия книги на многих европейских языках.
В латинском и русском переводах Библии Плач помещён после книги пророка Иеремии, в Септуагинте между книгой пророка Иеремии и Плачем Иеремии помещён Варух. В еврейском каноне Плач обычно находится в разделе агиографов, или Писаний, который также включает в себя книги Песнь песней, Руфь, Екклесиаст и Есфирь — пять свитков, собранных под общим названием Мегило́т («Свитки»). В некоторых современных изданиях Еврейских Писаний Плач Иеремии размещается между книгой Руфь или Есфирь и книгой Екклесиаста, однако в древних рукописях он стоял после книги Иеремии.
Книга представляет собой плачевную песнь, в которой выражается скорбь о бедствии, постигшем израильский народ в 586 году до н. э., когда вавилонский царь Навуходоно́сор разрушил Иерусалим.

## Авторство, время и место написания

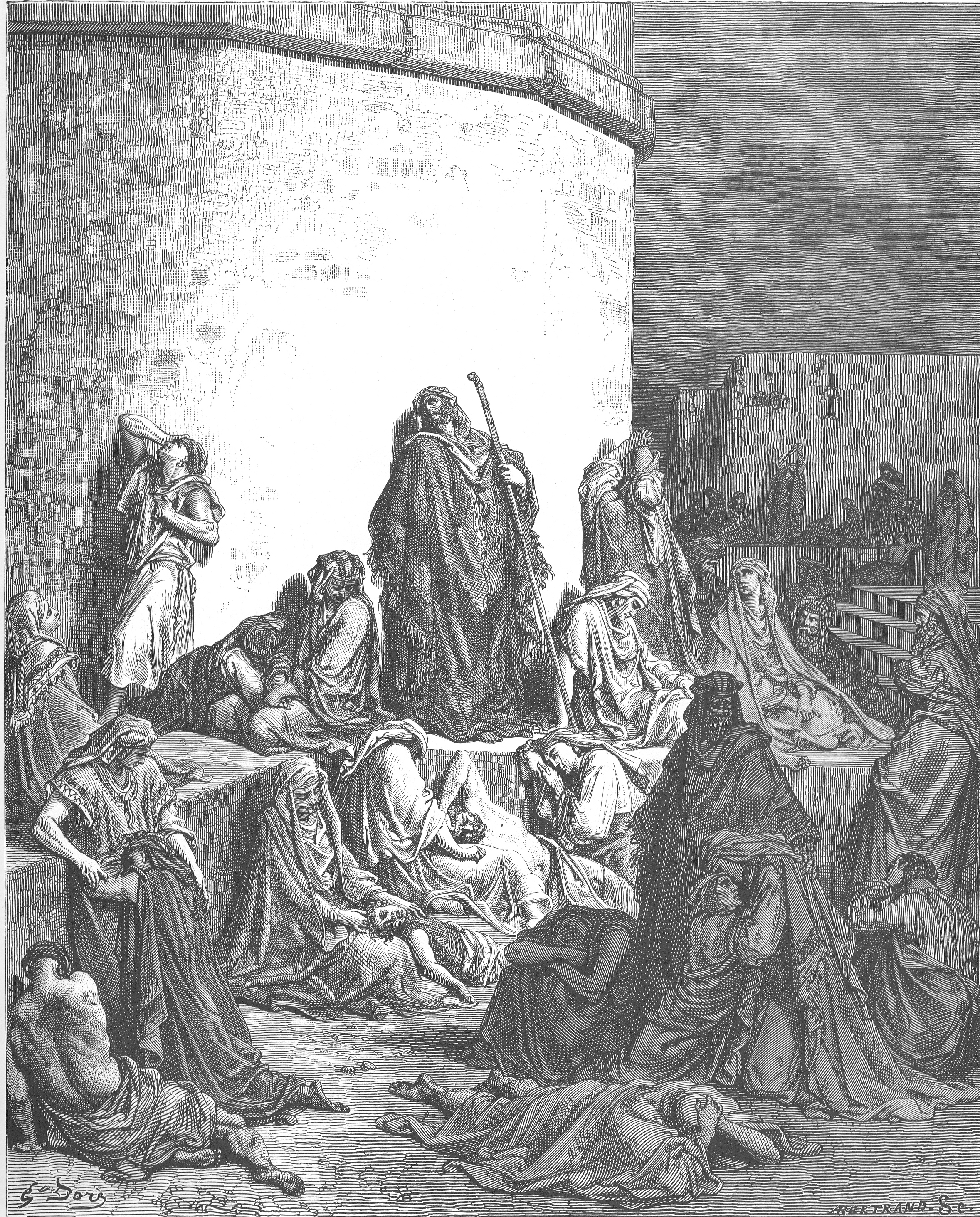
«Плач о падении Иерусалима».
Гравюра Гюстава Доре

Традиционно автором книги считается пророк Иеремия (так книга впервые озаглавлена в Септуагинте), что, однако, не доказано. Считается, что книга была написана вблизи Иерусалима после его разрушения в 586 году до н. э.
В Септуагинте книга сопровождается вступительными словами «и случилось, после того как Израиль был уведён в плен, а Иерусалим опустошён, сел Иеремия пророк в слезах и плакал плачем этим по Иерусалиму, и сказал…». Иероним, создатель первого латинского перевода, посчитал эти слова добавленными и в своём переводе опустил их. Тем не менее евреи традиционно приписывают авторство Плача пророку Иеремии (кроме того, его авторство поддерживает сирийская Библия (Пешитта), латинская Вульгата, Таргум Ионафана, Вавилонский Талмуд и другие переводы).
Однако часть современных библеистов дают другую атрибуцию книги. Полагают, что книга была написана между 587 и 582 годами до н. э., но не пророком Иеремией. Дело в том, что целый ряд признаков заставляет сомневаться в том, что Иеремия мог быть её автором.
- Некоторые исследователи видят в Плаче сожаление о том, что Израиль не получил помощи от Египта (4:17). Но пророк Иеремия был решительно против надежды на такую помощь (Иер. 35:5—10). Впрочем, другие усматривают в этом стихе лишь передаваемые Иеремией ложные надежды иудеев, в которых он и ранее обличал сограждан (37:5—10).
- В Книге Плач с большим уважением говорится о царе Седекии и о надеждах, которые возлагались на его правление (4:20). Эти слова никак не могли исходить от Иеремии, который обличал этого царя. Другие исследователи, опять же, видят в этом лишь общее мнение иерусалимлян, передаваемое автором, который при этом, традиционно для благочестивого иудея, с благоговением относится к царскому сану.
- Изысканный стиль поэмы говорит об авторе, писавшем в спокойной обстановке, в то время как последние годы жизни Иеремии прошли в других условиях[3].

## Особенности строения
Плач Иеремии содержит пять песней. В первой, во второй и в четвёртой песнях — по 22 стиха по числу букв еврейского алфавита. Каждый стих начинается соответствующей буквой (например, в Вульгате Lam 1.1: ALEPH. Quomodo sedet…, Lam 1.2: BETH. Plorans ploravit…, Lam 1.3: GIMEL. Migravit Judas… etc.). В третьей песне — 66 стихов, организованных по 22 трёхстишья; каждый стих внутри одного трёхстишия начинается с той буквы еврейского алфавита, которой он предваряется (в Вульгате стихи Lam 3.1, 3.2, 3.3 начинаются со слова ALEPH, Lam 3.4, 3.5, 3.6 — со слова BETH и т. д.). Пятая песнь также состоит из 22-х стихов, но не содержит буквенной их нумерации (и соответственно, не содержит акростиха). Странным является то, что в главах 2, 3, 4 буква аин следует после буквы пе, тогда как в первой главе соблюдён обычный порядок.
Акростих в еврейской Библии не мог быть выдержан в переводах на другие языки. Названия букв формально выставлены в Вульгате (при том что начальные буквы стихов, разумеется, «алфавитно» никак не согласованы с названной буквой), в некоторых изданиях Септуагинты и в церковнославянской Библии. В критическом издании Септуагинты А. Ральфса, в протестантских переводах и в русском Синодальном переводе Плача их нет.
Схожий структурно-поэтический принцип наблюдается в 118-м псалме и, в более простом виде (по одной фразе на каждую букву), в ряде других псалмов, например, 9—10 (см. алфавитные псалмы).

## Рецепция в музыке
Отдельные стихи из Плача Иеремии столетиями распевались (на особый псалмовый тон) на страстной утрене католиков в Великий четверг, Великую пятницу и Великую субботу, известной на Западе под метафорическим названием Tenebrae. Каждый стих, как правило, заканчивается текстомузыкальным рефреном (текст — также из Плача Иеремии) Ierusalem, convertere ad Dominum Deum tuum («Иерусалим, возвратись к Господу Богу своему»).
Композиторские вокальные сочинения (с использованием инструментов или без них) на тексты Lamentationes (как правило, распетые на музыку, никак не связанную с типовыми псалмовыми тонами) известны начиная с эпохи Возрождения (вторая половина XV века) вплоть до XX века; среди авторов «Плачей» Пьер де ла Рю (публикация 1549; авторство оспаривается), Ф. де Пеньялоса, Х. Изак (Oratio Jeremiae prophetae), Я. Аркадельт, К. Феста, К. де Сермизи, К. де Моралес, Дж. П. Палестрина (четыре сборника для различных вокальных составов), О. Лассо (три сборника), Т. Крекийон, Я. Хандль, Т. Таллис, А. Лобо, Ф. Дентиче, О.Векки, Э. Кавальери, Дж. Кариссими, Ф.Дуранте, Я. Д. Зеленка, Г. Ф. Гендель, Э. Кшенек, И. Ф. Стравинский, В. И. Мартынов. На стихи «Плача» опирался жанр камерной (вокально-инструментальной) французской музыки барокко под названием Leçons de Ténèbres (букв. «чтения впотьмах»), в котором писали М. А. Шарпантье, Ф. Куперен, М. Р. Делаланд и другие. Композиторские «Плачи» начиная с эпохи барокко представляли собой весьма изысканную концертную музыку (наподобие кантаты или оратории) и не предназначались для богослужения.
В справочной и научной литературе музыкальные обработки Плача Иеремии называют «ламентациями».

## Переводы
- Ветхий завет: Плач Иеремии, Экклезиаст, Песнь Песней. Перевод на русский И. М. Дьяконова, Л. Е. Когана, при участии Л. В. Маневича. М.: РГГУ, 1998.